# Liste der Technik und Bewaffnung der NVA
Die Liste enthält Technik und Bewaffnung, die von der Nationalen Volksarmee (NVA) der DDR genutzt wurde.

## Landstreitkräfte

### Schützenwaffen
| Bezeichnung                                   | Bild | Einführung | Außerdienststellung | Kaliber | Bemerkung                                                         |
| --------------------------------------------- | ---- | ---------- | ------------------- | ------- | ----------------------------------------------------------------- |
| Leuchtpistole LP I                            |      |            |                     | 26 mm   |                                                                   |
| Leuchtpistole LP II                           |      |            |                     | 26 mm   |                                                                   |
| Leuchtpistole 44 SPSch                        |      |            |                     | 26 mm   |                                                                   |
| Pistole CZ                                    |      |            | 1990                | 6,35 mm |                                                                   |
| Pistole CZ „Duo“                              |      |            | 1990                | 6,35 mm |                                                                   |
| Pistole A                                     |      |            |                     |         |                                                                   |
| Pistole Walther PP                            |      |            |                     | 7,65 mm |                                                                   |
| Pistole Walther PPK                           |      |            |                     | 7,65 mm |                                                                   |
| Pistole TT-33                                 |      |            |                     | 7,62 mm |                                                                   |
| Pistole M                                     |      |            | 1990                | 9 mm    |                                                                   |
| Maschinenpistole MPi 41                       |      |            |                     | 7,62 mm |                                                                   |
| Maschinenpistole 61 „Skorpion“                |      |            | 1990                | 7,65 mm |                                                                   |
| Maschinenpistole PM-63                        |      |            |                     | 9 mm    | Für Spezialeinheiten                                              |
| Karabiner 38                                  |      |            |                     | 7,62 mm |                                                                   |
| Karabiner 44                                  |      |            |                     | 7,62 mm |                                                                   |
| Karabiner 98k                                 |      |            |                     | 7,92 mm |                                                                   |
| Karabiner S                                   |      |            | 1990                | 7,62 mm | Verwendet von den Ehrenwachen der NVA                             |
| Scharfschützengewehr 91/30                    |      |            |                     | 7,62 mm |                                                                   |
| Scharfschützengewehr D                        |      |            | 1990                | 7,62 mm |                                                                   |
| Maschinenpistole K                            |      |            | 1990                | 7,62 mm |                                                                   |
| Maschinenpistole KM                           |      |            | 1990                | 7,62 mm | Modernisierte MPi K                                               |
| Maschinenpistole KMS                          |      |            | 1990                | 7,62 mm | Variante der MPi KM mit Klappschaft                               |
| Maschinenpistole KM-72                        |      |            | 1990                | 7,62 mm | DDR-Produktion auf Basis der MPi KM                               |
| Maschinenpistole KMS-72                       |      |            | 1990                | 7,62 mm | DDR-Produktion auf Basis der MPi KMS                              |
| Maschinenpistole AK-74                        |      |            | 1990                | 5,45 mm |                                                                   |
| Maschinenpistole AKS-74                       |      |            | 1990                | 5,45 mm | Variante der MPi AK-74 mit Klappschaft                            |
| Maschinenpistole AKS-74K                      |      |            | 1990                | 5,45 mm | Kurzversion der MPi AKS-74                                        |
| leichtes Maschinengewehr DP                   |      |            |                     | 7,62 mm |                                                                   |
| leichtes Maschinengewehr RP-46                |      |            |                     | 7,62 mm | Variante des leichten Maschinengewehrs DP mit Gurtzuführung       |
| leichtes Maschinengewehr D                    |      |            | 1990                | 7,62 mm |                                                                   |
| leichtes Maschinengewehr K                    |      |            | 1990                | 7,62 mm |                                                                   |
| leichtes Maschinengewehr RPK-74               |      |            | 1990                | 5,45 mm |                                                                   |
| leichtes Maschinengewehr RPKS-74              |      |            | 1990                | 5,45 mm | Variante mit Klappschaft für Fallschirmjäger                      |
| leichtes Maschinengewehr KN-500               |      |            | 1990                | 5,45 mm | DDR-Produktion auf Basis des RPK-74                               |
| schweres Maschinengewehr SG-43                |      |            |                     | 7,62 mm |                                                                   |
| schweres Maschinengewehr K                    |      |            | 1990                | 7,62 mm |                                                                   |
| schweres Maschinengewehr PKM                  |      |            | 1990                | 7,62 mm | Modernisierte Variante des schweren Maschinengewehrs K            |
| schweres Maschinengewehr PKMN-1 mit NSG NSPU  |      |            | 1990                | 7,62 mm | mit Nachtsichtgerät NSPU                                          |
| schweres Maschinengewehr PKMSN-1 mit NSG NSPU |      |            | 1990                | 7,62 mm | mit Nachtsichtgerät NSPU und veränderter Dreibeinlafette Stepanow |
| Panzerbüchse RPG-2                            |      |            |                     | 40 mm   |                                                                   |
| Panzerbüchse RPG-5                            |      |            |                     | 40 mm   |                                                                   |
| Panzerbüchse RPG-7                            |      |            | 1990                | 40 mm   |                                                                   |
| Panzerbüchse RPG-9                            |      |            | 1990                | 40 mm   |                                                                   |
| Reaktive Panzerabwehrgranate RPG-18 Mucha     |      |            | 1990                | 64 mm   |                                                                   |
| Handgranate RG-42                             |      |            |                     |         |                                                                   |
| Handgranate F-1                               |      |            |                     |         |                                                                   |
| Handgranate RGD-5                             |      |            | 1990                |         |                                                                   |

### Raketen- und Waffentechnischer Dienst (RWD)

#### Raketentechnik
| Bezeichnung              | Bild | Einführung | Außerdienststellung | NATO-Kodename | Bemerkung                                                                                   |
| ------------------------ | ---- | ---------- | ------------------- | ------------- | ------------------------------------------------------------------------------------------- |
| 2K6 Luna                 |      | 1962       | 1977                | Frog-5        |                                                                                             |
| 9K52 Luna M              |      | 1968       | 1990                | Frog-M        |                                                                                             |
| 9K79 Totschka            |      | 1983       | 1990                | SS-21 Scarab  |                                                                                             |
| 9K72 Elbrus R-17 MAZ-543 |      | 1962       | 1990                | SS-1c Scud B  | bis 1968 Startrampe 2P9 auf Chassis ISU-152K ab 1968 Startrampe 9P117M auf Chassis MAZ-543P |
| 9K714 Oka                |      | 1985       | 1990                | SS-23 Spider  | ab 1985 4 Startrampen am Standort Demen stationiert                                         |

#### Fla-Raketentechnik
| Bezeichnung                       | Bild | Einführung | Außerdienststellung | NATO-Kodename | Bemerkung |
| --------------------------------- | ---- | ---------- | ------------------- | ------------- | --------- |
| Fla-Raketenkomplex 2K11 Krug      |      |            | 1990                | SA-4 Ganef    |           |
| Fla-Raketenkomplex 2K12 Kub       |      | 1976       | 1990                | SA-6 Gainful  |           |
| Fla-Raketenkomplex 9K33 Osa       |      | 1984       | 1990                | SA-8 Gecko    |           |
| Fla-Raketenkomplex 9K31 Strela-1  |      | 1976       | 1990                | SA-9 Gaskin   |           |
| Fla-Raketenkomplex 9K32 Strela-2  |      | 1973       | 1990                | SA-7 Grail    |           |
| Fla-Raketenkomplex 9K35 Strela-10 |      | 1985       | 1990                | SA-13 Gopher  |           |
| Fla-Raketenkomplex 9K310 Igla-1   |      | 1988       | 1990                | SA-16 Gimlet  |           |

#### Funkmesstechnik
| Bezeichnung                                             | Bild | Einführung | Außerdienststellung | NATO-Kodename | Bemerkung |
| ------------------------------------------------------- | ---- | ---------- | ------------------- | ------------- | --- |
| passives Radar Ramona KRTP-81                           |      |            |                     | Soft Ball     | Ein System in der NVA vorhanden, in den 1980ern abgelöst durch Tamara KRTP-86                                          |
| passives Radar Tamara KRTP-86                           |      |            |                     | Trash Can     | Ein System in der NVA vorhanden, durch Bundeswehr bis 2010 beim Bataillon Elektronische Kampfführung 912 weitergenutzt |
| Rundblickstation RBS-8                                  |      |            |                     | Knife Rest A  | |
| Rundblickstation RBS-10                                 |      |            |                     | Knife Rest B  | |
| Rundblickstation RBS-12                                 |      |            |                     | Spoon Rest    | |
| Rundblickstation RBS-15                                 |      |            | 1990                | Flat Face     | |
| Rundblickstation RBS-18                                 |      |            | 1990                | Spoon Rest D  | |
| Rundblickstation RBS-19                                 |      |            | 1990                | Flat Face B   | |
| Rundblickstation RBS-40                                 |      |            | 1990                | Long Track    | |
| Höhenfinder PRW-9                                       |      |            | 1990                | Thin Skin A   | |
| Höhenfinder PRW-10                                      |      |            |                     |               | |
| Höhenfinder PRW-16                                      |      |            | 1990                |               | |
| Geschützrichtstation GRS-4                              |      |            |                     |               | |
| Geschützrichtstation GRS-9                              |      |            |                     |               | |
| Feuerleitgerät RPK-1                                    |      |            | 1990                |               | |
| Kommandogerät PUAZO-3                                   |      |            |                     |               | für 85 mm Flak KS-12                                                                                                   |
| Kommandogerät 5                                         |      |            |                     |               | für 100 mm Flak KS-19                                                                                                  |
| Kommandogerät 6/12                                      |      |            |                     |               | für 85 mm Flak 52K |
| Kommandogerät 6/19                                      |      |            |                     |               | für 100 mm Flak KS-19                                                                                                  |
| Kommandogerät 6/60                                      |      |            |                     |               | für 57 mm Flak S-60 |
| Kommandogerät E2BD                                      |      |            |                     |               | für 57 mm Flak S-60 |
| Funkmessaufklärungsstation RPS-1                        |      |            |                     |               | |
| Artilleriefunkmess-Station AFMS-1                       |      |            |                     |               | |
| Artilleriefunkmess-Station AFMS-2                       |      |            |                     |               | |
| Artilleriefunkmess-Station AFMS-6                       |      |            |                     |               | |
| Artilleriefunkmess-Station AFMS-10                      |      |            | 1990                |               | |
| Kennungssystem Parol                                    |      |            | 1990                |               | NRZ-4P NRZ-5P NRZ-6P                                                                                                   |
| Meteorologische Funkmessstation RMS-1                   |      |            | 1990                |               | |
| Meteorologische Funkmessstation 1B18 MARS-1 (SchKWAL-1) |      |            | 1990                |               | |
| Meteorologische Funkmessstation MRK-1 1B27              |      |            | 1990                |               | |
| Meteorologische Funkmessstation RWZ-1A Proba            |      |            | 1990                |               | |
| Funkmeßaufklärungsstation PSNR-1                        |      |            | 1990                |               | |
| Funkmeßaufklärungsstation PSNR-5                        |      |            | 1990                |               | |
| Funkmeßaufklärungsstation FARA-1 (SBR-3)                |      |            | 1990                |               | |
| Funkmeßortungsstation NRS-1                             |      |            | 1990                |               | |
| Peiler ÄRRS-1                                           |      |            | 1990                |               | |

#### Führungssysteme
| Bezeichnung                                 | Bild | Einführung | Außerdienststellung | NATO-Kodename | Bemerkung |
| ------------------------------------------- | ---- | ---------- | ------------------- | ------------- | --------- |
| Führungs- und Kontrollstelle – 85 (FuKS-85) |      |            | 1990                |               |           |

#### Funkelektronische Stör- und Aufklärungsstationen
| Bezeichnung                              | Bild | Einführung | Außerdienststellung | NATO-Kodename | Nummer im Nummernverzeichnis | Bemerkung |
| ---------------------------------------- | ---- | ---------- | ------------------- | ------------- | ---------------------------- | --------- |
| Bombenzielgeräte-Störstation SPO-8M      |      |            | 1990                |               | 56 01 00 1RL25M              |           |
| Funkmesszünderstörstation SPR-1 (1L21/1) |      | 1988       | 1990                |               | 56 08 00 1L21/1              |           |

#### PALR-Technik
| Bezeichnung                                           | Bild | Einführung | Außerdienststellung | NATO-Kodename | Bemerkung                                                                                           |
| ----------------------------------------------------- | ---- | ---------- | ------------------- | ------------- | --------------------------------------------------------------------------------------------------- |
| PALR-Komplex 2K15 Schmel                              |      | 1964       |                     | AT-1А Snapper | Startfahrzeug 9P26 auf Chassis GAZ-69 Startfahrzeug 9P27 auf Chassis SPW-40P1 (BRDM-1)              |
| PALR-Komplex 9K11 (M) Maljutka tragbar                |      | 1966       | 1990                | AT-3 Sagger   | Starteinrichtung 9S415                                                                              |
| PALR-Komplex 9K11 (M) Maljutka auf Fahrzeug           |      | 1966       | 1990                | AT-3 Sagger   | Startfahrzeug 9P110 auf Chassis SPW-40P1 (BRDM-1) Startfahrzeug 9P122 auf Chassis SPW-40P2 (BRDM-2) |
| PALR-Komplex 9K11 (M) Maljutka im Hubschrauber Mi-8TB |      | 1966       | 1990                | AT-3 Sagger   | Einsatz im Hubschrauber Mi-8TB                                                                      |
| PALR-Komplex 9K11 P Maljutka-P                        |      |            | 1990                | AT-3 Sagger   | Startfahrzeug 9P133 auf Chassis SPW-40P2 (BRDM-2)                                                   |
| PALR-Komplex 9K111 Fagot                              |      | 1975       | 1990                | AT-4 Spigot   | Starteinrichtung 9P135                                                                              |
| PALR-Komplex 9K113 Konkurs                            |      | 1983       | 1990                | AT-5 Spandrel | Startfahrzeug 9P148 auf Chassis SPW-40P2 (BRDM-2)                                                   |
| PALR-Komplex 9K115 Metis                              |      | 1984       | 1990                | AT-7 Saxhorn  | Starteinrichtung 9P151                                                                              |
| PALR-Komplex 9K116 Bastion                            |      | 1988       | 1990                | AT-10 Stabber | kanonenverschossene Panzerabwehrlenkrakete für Einsatz im Panzer T-55AM2                            |
| PALR-Komplex 2K8 Falanga                              |      |            | 1990                | AT-2 Swatter  | für Einsatz im Hubschrauber Mi-4 bzw. Mi-8                                                          |
| PALR-Komplex 9K114 Sturm                              |      | 1989       | 1990                | AT-6 Spiral   | für Einsatz im Hubschrauber Mi-24                                                                   |

#### Artilleriewaffen
| Bezeichnung                         | Bild | Einführung | Außerdienststellung | Kaliber | Bemerkung                                                            |
| ----------------------------------- | ---- | ---------- | ------------------- | ------- | -------------------------------------------------------------------- |
| Granatwerfer AGS-17                 |      | 1980       | 1990                | 30 mm   |                                                                      |
| Granatwerfer AGI 3x40               |      |            | 1990                | 40 mm   | Brandgranatwerfer rumänischer Produktion                             |
| Granatwerfer 37/41                  |      | 1956       | 1990                | 82 mm   |                                                                      |
| Granatwerfer 43                     |      | 1956       | 1990                | 120 mm  |                                                                      |
| Granatwerfer 2B11                   |      | 1985       | 1990                | 120 mm  |                                                                      |
| Schwere Panzerbüchse SPG-9          |      | 1969       | 1990                | 73 mm   |                                                                      |
| Schwere Panzerbüchse SPG-9D         |      | 1969       | 1990                | 73 mm   | Visierung, Dreibein und Fahrwerk geändert                            |
| Rückstoßfreies 82-mm-Geschütz B-10  |      | 1957       | 1964                | 82 mm   |                                                                      |
| Rückstoßfreies 107-mm-Geschütz B-11 |      | 1957       | 1964                | 107 mm  |                                                                      |
| 45-mm-PaK M42                       |      | 1956       | 1964                | 45 mm   | Ersatzbewaffnung, übernommen von der Kasernierten Volkspolizei (KVP) |
| 57-mm-PaK M43                       |      | 1956       | 1964                | 57 mm   | Ersatzbewaffnung, übernommen von der Kasernierten Volkspolizei (KVP) |
| 100-mm-PaK T-12                     |      | 1965       | 1990                | 100 mm  |                                                                      |
| 100-mm-PaK MT-12 „Rapira“           |      |            | 1990                | 100 mm  |                                                                      |
| Selbstfahrende 57-mm-Kanone Tsch-26 |      | 1957       |                     | 57 mm   |                                                                      |
| 57-mm-Kanone 70                     |      |            |                     | 57 mm   |                                                                      |
| 76-mm-Kanone M42                    |      | 1956       | 1964                | 76 mm   |                                                                      |
| 85-mm-Kanone D-44                   |      | 1956       | 1990                | 85 mm   | D44N mit Infrarotsichtgerät                                          |
| Selbstfahrende 85-mm-Kanone SD-44   |      | 1956       | 1990                | 85 mm   | selbstfahrende D-44 für Luftlandeeinheiten                           |
| 85-mm-Kanone K-52                   |      | 1956       | 1990                | 85 mm   | Entwicklung/Produktion ČSSR, zuletzt als Salutgeschütz genutzt       |
| 130-mm-Kanone M-46                  |      | 1966       | 1990                | 130 mm  |                                                                      |
| 152-mm-Haubitze M-09/30             |      | 1956       | 1960                | 152 mm  |                                                                      |
| 122-mm-Haubitze M-30                |      | 1956       | 1990                | 122 mm  |                                                                      |
| 122-mm-Haubitze D-30                |      | 1971       | 1990                | 122 mm  |                                                                      |
| 152-mm-Haubitze M43                 |      | 1956       |                     | 152 mm  |                                                                      |
| 152-mm-Kanonenhaubitze ML-20        |      | 1956       |                     | 152 mm  |                                                                      |
| 152-mm-Kanonehaubitze D-20          |      | 1973       | 1990                | 152 mm  |                                                                      |
| 122-mm-SFL-Haubitze 2S1             |      | 1981       | 1990                | 122 mm  |                                                                      |
| 152-mm-SFL-Haubitze 2S3             |      | 1978       | 1990                | 152 mm  |                                                                      |
| Geschosswerfer BM-13N               |      |            |                     |         |                                                                      |
| Geschosswerfer BM-21                |      | 1967       | 1990                | 122 mm  |                                                                      |
| Geschosswerfer BM-24                |      | 1965       |                     | 240 mm  |                                                                      |
| Geschosswerfer RM-70                |      | 1974       | 1990                | 122 mm  |                                                                      |
| Geschosswerfer RM-70M               |      | 1988       | 1990                | 122 mm  | ungepanzerte Version des Geschosswerfers RM-70                       |

#### Flakartillerie
| Bezeichnung                 | Bild | Einführung | Außerdienststellung | Kaliber     | Bemerkung |
| --------------------------- | ---- | ---------- | ------------------- | ----------- | --------- |
| 12,7-mm-Fla-MG DSchK 38/46  |      | 1956       | 1990                | 12,7 mm     |           |
| 14,5-mm-Fla-MG ZPU-2        |      | 1956       | 1959                | 2 * 14,5 mm |           |
| 14,5-mm-Fla-MG ZPU-4        |      | 1957       | 1990                | 4 * 14,5 mm |           |
| 14,5-mm-Fla-MG KPWT auf SPW |      | 1963       | 1990                | 14,5 mm     |           |
| 23-mm-Flak ZU-23            |      | 1964       | 1990                | 2 * 23 mm   |           |
| 23mm-Fla-SFL 23-4           |      | 1968       | 1990                | 4 * 23 mm   |           |
| 37-mm-Flak M39              |      | 1956       | 1961                | 37 mm       |           |
| 57-mm-Flak S-60             |      | 1957       | 1990                | 57 mm       |           |
| 57-mm-Fla-SFL 57-2          |      | 1957       | 1974                | 2 * 57 mm   |           |
| 85-mm-Flak 52-K             |      | 1956       | 1961                | 85 mm       |           |
| 100-mm-Flak KS-19           |      | 1958       | 1980                | 100mm       |           |

#### Optische und artillerietechnische Geräte
| Bezeichnung                                 | Bild | Einführung | Außerdienststellung | NATO-Kodename | Bemerkung |
| ------------------------------------------- | ---- | ---------- | ------------------- | ------------- | --------- |
| Doppelfernrohr 6x30, 8x30                   |      |            |                     |               |           |
| Doppelfernrohr 7x50, 10x50                  |      |            |                     |               |           |
| Doppelfernrohr DF 7x40                      |      |            | 1990                |               |           |
| Einheitsdoppelfernrohr EDF 7x40             |      |            | 1990                |               |           |
| Scherenfernrohr SF-14 / SF-54               |      |            |                     |               |           |
| Scherenfernrohr 14/Z                        |      |            |                     |               |           |
| Artillerie-Periskop AP1300                  |      |            |                     |               |           |
| Artillerie-Periskop TR-8                    |      |            |                     |               |           |
| Periskop                                    |      |            |                     |               |           |
| Grabenspiegel                               |      |            |                     |               |           |
| Grabenschere                                |      |            |                     |               |           |
| Flakfernrohr TZK                            |      |            | 1990                |               |           |
| Scherenfernrohr AST                         |      |            | 1990                |               |           |
| Binokulares Aussichtsfernrohr 80/500        |      |            | 1990                |               |           |
| Infrarotaufklärungshilfe „Weimar“           |      |            |                     |               |           |
| Nachtsichtgerät NSPU                        |      |            | 1990                |               |           |
| Nachtsichtgerät NNP-21 (1PN32)              |      |            | 1990                |               |           |
| Nachtsichtgerät PPN-2                       |      |            | 1990                |               |           |
| Nacht-Doppelfernrohr 1PN33B                 |      |            | 1990                |               |           |
| Nachtsichtgerät PNW-57                      |      |            | 1990                |               |           |
| Nachtsichtgerät NSP-2                       |      |            | 1990                |               |           |
| Nachtsichtgerät PGN-9 / 9M                  |      |            | 1990                |               |           |
| Nachtsichtgerät APN 3-7                     |      |            | 1990                |               |           |
| Nachtsichtgerät APN 5-40                    |      |            | 1990                |               |           |
| Nachtsichtgerät APN 6-40 (1PN35)            |      |            | 1990                |               |           |
| Infrarotanzeiger (02 09 00)                 |      |            | 1990                |               |           |
| Entfernungsmesser DS-2                      |      |            |                     |               |           |
| Entfernungsmesser 1 m FPM                   |      |            |                     |               |           |
| Entfernungsmesser 1 m SD                    |      |            |                     |               |           |
| Entfernungsmesser 3 m D-49                  |      |            |                     |               |           |
| Entfernungsmessgerät 3 m DJA6               |      |            |                     |               |           |
| Richtkreis R1                               |      |            |                     |               |           |
| Richtkreis 31                               |      |            |                     |               |           |
| Richtkreis 40                               |      |            |                     |               |           |
| Richtkreis BMT                              |      |            |                     |               |           |
| Aufklärungstheodolit AT-2                   |      |            |                     |               |           |
| Theodolit Th-3                              |      |            |                     |               |           |
| Richtkreis PAB-2A                           |      |            | 1990                |               |           |
| Entfernungsmessgerät EM-61                  |      |            | 1990                |               |           |
| Entfernungsmessgerät ZDN                    |      |            | 1990                |               |           |
| Entfernungsmessgerät OEM-2                  |      |            | 1990                |               |           |
| Vermessungseinrichtung 1T121-1              |      |            | 1990                |               |           |
| Entfernungsmessgerät DST-451 (Index DSP-30) |      |            | 1990                |               |           |
| Entfernungsmessaufsatz DDI (03 17 00)       |      |            | 1990                |               |           |
| Entfernungsmessaufsatz DDI-3                |      |            | 1990                |               |           |
| Entfernungsmessgerät DS-1 (10D1)            |      |            | 1990                |               |           |
| Laserentfernungsmessgerät DKRM-1, 1D8       |      |            | 1990                |               |           |
| Laserentfernungsmessgerät DAK-2M-1, 1D11M-1 |      |            | 1990                |               |           |
| Laserentfernungsmessgerät DAK-2M-2, 1D11M-2 |      |            | 1990                |               |           |
| Laseraufklärungsgerät LPR-1 (1D13)          |      |            | 1990                |               |           |
| Vermessungsfahrzeug GAZ-69TMG               |      |            | 1990                |               |           |
| Vermessungsfahrzeug GAZ-66T                 |      |            | 1990                |               |           |
| Vermessungsfahrzeug UAZ-452T                |      |            | 1990                |               |           |
| Kreiselkompass 1G5                          |      |            | 1990                |               |           |
| Kreiselkompass 1G9                          |      |            | 1990                |               |           |
| Kreiselkompass 1G17                         |      |            | 1990                |               |           |
| Kreiselkompass 1G25                         |      |            | 1990                |               |           |
| Entfernungsmeßlatte                         |      |            | 1990                |               |           |
| Ballistische PBS (03 37 00)                 |      |            | 1990                |               |           |
| Fallschirmleuchtgeschoss-5000               |      |            | 1990                |               |           |

#### Blankwaffen
| Bezeichnung                    | Bild | Einführung | Außerdienststellung | NATO-Kodename | Bemerkung                                                           |
| ------------------------------ | ---- | ---------- | ------------------- | ------------- | ------------------------------------------------------------------- |
| Seitengewehr M1947             |      |            |                     |               |                                                                     |
| Seitengewehr M 1959            |      |            |                     |               |                                                                     |
| Seitengewehr M 1974            |      |            |                     |               |                                                                     |
| Seitengewehr M 1959/2 (M 1979) |      |            |                     |               |                                                                     |
| Ehrendolch                     |      |            | 1990                |               |                                                                     |
| Säbel                          |      |            | 1990                |               |                                                                     |
| Kampfmesser M 1966             |      |            |                     |               | Klinge in Dolchform mit Hohlkehle.                                  |
| Kampfmesser 87                 |      |            |                     |               | Mit Überlebensausrüstung im hohlen Griff.                           |
| Kappmesser                     |      |            | 1970er-Jahre        |               | Bis auf die Stempelung identisch mit dem Flieger-Kappmesser M 1937  |
| Kappmesser                     |      |            |                     |               | Zunächst aus polnischer, dann aus eigener Fertigung.                |
| Tauchermesser „Pirat“          |      |            |                     |               | Import aus Ungarn, mit Alugriff.                                    |
| Tauchermesser „Poseidon“       |      |            |                     |               |                                                                     |
| Kampfmesser Typ B 82/1 „Hecht“ |      |            |                     |               | Für Tauchereinsatz                                                  |
| Kampfmesser Typ B 82/1 „See“   |      |            |                     |               | Für Tauchereinsatz, Griff entspricht dem Hecht; andere Klingenform. |

### Panzertechnik

#### Panzer
| Bezeichnung                         | Bild | Einführung | Außerdienststellung | NATO-Kodename | Bemerkung                                          |
| ----------------------------------- | ---- | ---------- | ------------------- | ------------- | -------------------------------------------------- |
| Mittlerer Panzer T 34/76            |      | 1956       | 1963                |               | Übernommen von der Kasernierten Volkspolizei (KVP) |
| Mittlerer Panzer T 34/85            |      | 1956       | 1986                |               |                                                    |
| Mittlerer Panzer T 54               |      | 1956       | 1990                |               |                                                    |
| Mittlerer Panzer T 54A              |      | 1959       | 1990                |               |                                                    |
| Mittlerer Panzer T 55               |      | 1964       | 1990                |               |                                                    |
| Mittlerer Panzer T 55A und T 55A(P) |      | 1975       | 1990                |               |                                                    |
| T-55AM2 und T-55AM2B                |      | 1984       | 1990                |               |                                                    |
| Panzer T-72                         |      | 1978       | 1990                |               |                                                    |
| Panzer T-72M1                       |      | 1980       | 1990                |               |                                                    |
| Schwerer Panzer IS-2                |      | 1956       | 1968                |               | übernommen von der Kasernierten Volkspolizei (KVP) |
| Schwimmpanzer PT-76                 |      | 1956       | 1990                |               |                                                    |
| Schwimmpanzer PT-76B                |      | 1964       | 1990                |               |                                                    |

#### Schützenpanzer
| Bezeichnung              | Bild | Einführung | Außerdienststellung | NATO-Kodename | Bemerkung                                             |
| ------------------------ | ---- | ---------- | ------------------- | ------------- | ----------------------------------------------------- |
| Schützenpanzer BMP-1 SP2 |      | 1975       | 1990                |               | ausgerüstet mit 9К11 Maljutka 2 Erprobungsmuster 1968 |
| Schützenpanzer BMP-1P    |      | 1988       | 1990                |               | ausgerüstet mit 9К111 Fagot                           |
| Schützenpanzer BMP-2     |      | 1983       | 1990                |               | ausgerüstet mit 9К111 Fagot                           |

#### Aufklärungspanzer
| Bezeichnung              | Bild | Einführung | Außerdienststellung | NATO-Kodename | Bemerkung |
| ------------------------ | ---- | ---------- | ------------------- | ------------- | --------- |
| Aufklärungspanzer BRM 1K |      | 1988       | 1990                |               |           |

#### Selbstfahrlafetten
| Bezeichnung              | Bild | Einführung | Außerdienststellung | NATO-Kodename | Bemerkung                                          |
| ------------------------ | ---- | ---------- | ------------------- | ------------- | -------------------------------------------------- |
| Selbstfahrlafette 76-mm  |      | 1956       | 1962                |               | übernommen von der Kasernierten Volkspolizei (KVP) |
| Selbstfahrlafette 85-mm  |      | 1956       | 1962                |               | übernommen von der Kasernierten Volkspolizei (KVP) |
| Selbstfahrlafette 100-mm |      | 1956       | 1968                |               |                                                    |

#### Ketten-Schützenpanzerwagen
| Bezeichnung               | Bild | Einführung | Außerdienststellung | NATO-Kodename | Bemerkung |
| ------------------------- | ---- | ---------- | ------------------- | ------------- | --------- |
| Schützenpanzerwagen 50 PK |      | 1961       | 1990                |               |           |

#### Räder-Schützenpanzerwagen
| Bezeichnung              | Bild | Einführung | Außerdienststellung | NATO-Kodename | Bemerkung                                                                  |
| ------------------------ | ---- | ---------- | ------------------- | ------------- | -------------------------------------------------------------------------- |
| Schützenpanzerwagen 152  |      | 1956       | 1990                |               |                                                                            |
| Schützenpanzerwagen 152K |      | 1961       | 1990                |               | SPW-152 mit gepanzertem Aufbau                                             |
| Schützenpanzerwagen 60PA |      | 1963       | 1990                |               | frühe Version des SPW-60 ohne Turm                                         |
| Schützenpanzerwagen 60PB |      | 1967       | 1990                |               |                                                                            |
| Schützenpanzerwagen 70   |      | 1979       | 1990                |               |                                                                            |
| Schützenpanzerwagen PSH  |      | 1970       | 1990                |               | Ungarische Herstellerbezeichnung FUG; Einsatz bei den Grenztruppen der DDR |

#### Aufklärungs-Schützenpanzerwagen
| Bezeichnung              | Bild | Einführung | Außerdienststellung | NATO-Kodename | Bemerkung |
| ------------------------ | ---- | ---------- | ------------------- | ------------- | --------- |
| Schützenpanzerwagen 40P2 |      | 1972       | 1990                |               |           |
| Schützenpanzerwagen 40P  |      | 1965       | 1990                |               |           |
| Schützenpanzerwagen 40A  |      | 1956       | 1980                |               |           |

#### Panzertechnik zur Aufnahme von Nachrichten- und Führungsmitteln
| Bezeichnung                                               | Bild | Einführung | Außerdienststellung | NATO-Kodename | Bemerkung |
| --------------------------------------------------------- | ---- | ---------- | ------------------- | ------------- | --- |
| Führungsstelle SPW 50PU                                   |      |            | 1990                |               | |
| Kommando-Stabsfahrzeug R-145M(L) auf SPW 60PB             |      |            | 1990                |               | auch Führungsstelle R-145BM(L) |
| Führungsstelle PU 12 auf SPW 60PB                         |      |            | 1990                |               | |
| Funkstelle R 137B auf SPW 60PB                            |      |            | 1990                |               | |
| Funkstelle R 140BM auf SPW 60PB                           |      |            | 1990                |               | |
| Richtfunkstelle R 409BM                                   |      |            | 1990                |               | Richtfunkstelle auf SPW 60PB |
| SAS-Fernsprechstelle P 240BT auf SPW 60PB                 |      |            | 1990                |               | |
| SAS-Fernschreibstelle P 238BT auf SPW 60PB                |      |            | 1990                |               | |
| Artilleriebeobachtungsstelle auf SPW 60PB                 |      |            | 1990                |               | |
| Schützenpanzerwagen 40P2UM                                |      |            | 1990                |               | |
| Basisfahrzeug MT-LB der Artilleriefunkmessstation AFMS-10 |      |            | 1990                |               | |
| Basisfahrzeug MT-LBu der Führungsstelle 1W13              |      |            | 1990                |               | |
| Basisfahrzeug MT-LBu der Führungsstelle 1W14              |      |            | 1990                |               | |
| Basisfahrzeug MT-LBu der Führungsstelle 1W15              |      |            | 1990                |               | |
| Basisfahrzeug MT-LBu der Führungsstelle 1W16              |      |            | 1990                |               | |
| Basisfahrzeug MT-LBu der Funkstelle R 330P                |      |            | 1990                |               | |
| GT-MU                                                     |      | 1988       | 1990                |               | in den Dienstvorschriften und Katalogen nicht aufgeführt, 1988/89 zwei Fahrzeuge in der Ausführung als Funkmesszünderstörstation SPK-1 beschafft |

#### Panzertechnik zur Aufnahme von Flak-Artillerie, Artillerie- und Raketenbewaffnung
| Bezeichnung                                                                    | Bild | Einführung | Außerdienststellung | NATO-Kodename | Bemerkung |
| ------------------------------------------------------------------------------ | ---- | ---------- | ------------------- | ------------- | --------- |
| Basisfahrzeug 123 der Startrampe 2P24                                          |      |            | 1990                |               |           |
| Basisfahrzeug 124 der Raketenleitstation 1S32M                                 |      |            | 1990                |               |           |
| Basisfahrzeug GM 578M1 bzw. M2 der Startrampe 2P25M1 bzw. M2                   |      |            | 1990                |               |           |
| Basisfahrzeug GM 568M1 bzw. M2 der Aufklärungs- und Leitstation 1S91M1 bzw. M2 |      |            | 1990                |               |           |
| Basisfahrzeug GM 575 der Fla-SFL 23-4                                          |      |            | 1990                |               |           |
| Basisfahrzeug MT-LB der Startrampe 9A34M                                       |      |            | 1990                |               |           |
| Basisfahrzeug MT-LB der Startrampe 9A35M                                       |      |            | 1990                |               |           |
| Basisfahrzeug der SFL-Haubitze 2S3M                                            |      |            | 1990                |               |           |
| Basisfahrzeug der SFL-Haubitze 2S1                                             |      |            | 1990                |               |           |
| Basisfahrzeug SPW-40P des Startfahrzeuges 2P27                                 |      |            | 1990                |               |           |
| Basisfahrzeug SPW-40P des Startfahrzeuges 2P110                                |      |            | 1990                |               |           |
| Basisfahrzeug SPW-40P des Startfahrzeuges 2P122                                |      |            | 1990                |               |           |
| Basisfahrzeug SPW-40P des Startfahrzeuges 2P133                                |      |            | 1990                |               |           |
| Basisfahrzeug SPW-40P des Startfahrzeuges 2P31M                                |      |            | 1990                |               |           |

#### Panzertechnik zur Aufnahme von Ausrüstung der chemischen Dienste
| Bezeichnung                  | Bild | Einführung | Außerdienststellung | NATO-Kodename | Bemerkung |
| ---------------------------- | ---- | ---------- | ------------------- | ------------- | --------- |
| Schützenpanzerwagen 40P2(Ch) |      |            | 1990                |               |           |
| Schützenpanzerwagen PSH(Ch)  |      |            | 1990                |               |           |

#### Panzertechnik zur Aufnahme von Ausrüstung des medizinischen Dienstes
| Bezeichnung                   | Bild | Einführung | Außerdienststellung | NATO-Kodename | Bemerkung                     |
| ----------------------------- | ---- | ---------- | ------------------- | ------------- | ----------------------------- |
| Schützenpanzerwagen 152K(San) |      |            | 1990                |               | für den Geschädigtentransport |

#### Mehrzweck-Zug- und Transportmittel
| Bezeichnung                              | Bild | Einführung | Außerdienststellung | NATO-Kodename | Bemerkung |
| ---------------------------------------- | ---- | ---------- | ------------------- | ------------- | --------- |
| Mehrzweck-Zug- und Transportmittel MT-LB |      |            | 1990                |               |           |

#### Panzerzugmaschinen
| Bezeichnung                           | Bild   | Einführung | Außerdienststellung | NATO-Kodename | Bemerkung         |
| ------------------------------------- | ------ | ---------- | ------------------- | ------------- | ----------------- |
| Panzerzugmaschine T-55T               | (2009) | 1967       | 1990                |               |                   |
| Panzerzugmaschine T-55TB              |        | 1967–68    | 1990                |               | B – mit Bergesatz |
| Panzerzugmaschine T-54TB              |        | 1965–66    | 1990                |               | B – mit Bergesatz |
| Panzerzugmaschine T-54T               |        | 1965–66    | 1990                |               |                   |
| Panzerzugmaschine T-34TB              |        | 1959       | 1990                |               | B – mit Bergesatz |
| Panzerzugmaschine T-34T               |        | 1959       | 1990                |               |                   |
| Panzerzugmaschine T-34T auf SFL-Basis |        | 1959       | 1990                |               |                   |
| Schützenpanzerwagen 50PK(B)           |        |            | 1990                |               |                   |

#### Kranpanzer
| Bezeichnung       | Bild | Einführung | Außerdienststellung | NATO-Kodename | Bemerkung |
| ----------------- | ---- | ---------- | ------------------- | ------------- | --------- |
| Kranpanzer T-55TK |      | 1968       | 1990                |               |           |

#### Panzer-Wartungs- und Instandsetzungseinrichtungen auf Panzertechnik
| Bezeichnung                           | Bild | Einführung | Außerdienststellung | NATO-Kodename | Bemerkung |
| ------------------------------------- | ---- | ---------- | ------------------- | ------------- | --------- |
| Fahrzeug der technischen Hilfe MTP-LB |      |            | 1990                |               |           |

#### Panzer-Wartungs- und Instandsetzungseinrichtungen
| Bezeichnung                                                                         | Bild | Einführung | Außerdienststellung | NATO-Kodename | Bemerkung |
| ----------------------------------------------------------------------------------- | ---- | ---------- | ------------------- | ------------- | --------- |
| Panzer-Wartungseinrichtung auf Spezial-Kfz LO 1800A(1K)                             |      |            | 1990                |               |           |
| Panzer-Wartungs- und Panzerinstandsetzungseinrichtung auf Spezial-Kfz Ural-375D(1K) |      |            | 1990                |               |           |
| Panzer-Wartunge- und Instandsetzungseinrichtung MTO-172 auf Spezial-Kfz ZIL-131     |      |            | 1990                |               |           |
| Fahrbare Panzerinstandsetzungswerkstatt TRM-A-172 auf Spezial-Kfz ZIL-131           |      |            | 1990                |               |           |

#### Panzer-Elektro- und Funkwerkstätten
| Bezeichnung                                                    | Bild | Einführung | Außerdienststellung | NATO-Kodename | Bemerkung |
| -------------------------------------------------------------- | ---- | ---------- | ------------------- | ------------- | --------- |
| Panzer-Elektro- und Funkwerkstatt auf Spezial-Kfz LO 1800A(1K) |      |            | 1990                |               |           |
| Panzer-Elektro- und Funkwerkstatt auf Spezial-Kfz Ural-375D(K) |      |            | 1990                |               |           |

#### Werkstätten für Panzerspezialausrüstung
| Bezeichnung                                                        | Bild | Einführung | Außerdienststellung | NATO-Kodename | Bemerkung |
| ------------------------------------------------------------------ | ---- | ---------- | ------------------- | ------------- | --------- |
| Werkstatt für Panzerspezialausrüstung auf Spezial-Kfz Ural-375D(K) |      |            | 1990                |               |           |

#### Fahrausbildungspanzer
| Bezeichnung                | Bild | Einführung | Außerdienststellung | NATO-Kodename | Bemerkung |
| -------------------------- | ---- | ---------- | ------------------- | ------------- | --------- |
| Fahrausbildungspanzer 500U |      |            | 1990                |               |           |
| Fahrausbildungspanzer 575U |      |            | 1990                |               |           |
| Fahrausbildungspanzer 568U |      |            | 1990                |               |           |
| Fahrausbildungspanzer 172U |      |            | 1990                |               |           |

### Pioniertechnik und -gerät
| Bezeichnung                                | Bild | Einführung | Außerdienststellung | Typenblattnummer | Bemerkung                                      |
| ------------------------------------------ | ---- | ---------- | ------------------- | ---------------- | ---------------------------------------------- |
| Geländegängiges Mehrzweckgerät 2-70        |      | 1966       |                     |                  |                                                |
| Geländegängiges Mehrzweckgerät 2,5         |      | 1986       |                     |                  |                                                |
| Schwimmwagen K 61                          |      |            | 1974                |                  | ursprünglich in Verantwortung des Kfz-Dienstes |
| Schwimmwagen PTS-M                         |      |            |                     |                  |                                                |
| Schwimmwagenanhänger PKP                   |      | 1973       |                     |                  |                                                |
| Selbstfahrende Fähre GSP 55                |      |            |                     |                  |                                                |
| Rettungs- und Sicherungsboot               |      |            |                     |                  |                                                |
| schwerer Pontonbrückenpark TPP             |      |            |                     |                  | auf IFA G5                                     |
| Pontonpark PMP                             |      |            |                     |                  |                                                |
| Schwere mechanisierte Brücke TMM und TMM-3 |      |            |                     |                  |                                                |
| Brückenlegegerät BLG 60                    |      |            |                     |                  |                                                |
| Universalpioniermaschinen DOK und DOK-M    |      | 1974       | 1990                |                  |                                                |

### Kraftfahrzeugtechnik

#### Pkw und Kleintransporter bis 3,5 t
| Bezeichnung                         | Bild | Einführung | Außerdienststellung | Typenblattnummer | Bemerkung                                                                   |
| ----------------------------------- | ---- | ---------- | ------------------- | ---------------- | --------------------------------------------------------------------------- |
| P-312-0 Wartburg                    |      |            |                     |                  |                                                                             |
| P-312-0 Wartburg-Kombi              |      |            |                     |                  |                                                                             |
| Wartburg 353-400                    |      |            |                     |                  | bis zu 10 Funktionsmuster und Testfahrzeuge, gebaut zwischen 1969 und 1971. |
| EMW 340/2                           |      |            |                     |                  |                                                                             |
| EMW 340/2-Kombi                     |      |            |                     |                  |                                                                             |
| GAZ-M20 Pobeda                      |      |            |                     |                  |                                                                             |
| P 240 Sachsenring                   |      |            |                     |                  |                                                                             |
| M-21 Wolga                          |      |            |                     |                  |                                                                             |
| Tatra 603                           |      |            |                     |                  |                                                                             |
| GAZ-12 ZIM                          |      |            |                     |                  |                                                                             |
| GAZ-13 Tschaika                     |      |            |                     |                  |                                                                             |
| Wartburg P 353                      |      |            |                     |                  |                                                                             |
| WAS-2103                            |      |            |                     |                  |                                                                             |
| GAZ-24 Wolga                        |      |            |                     |                  |                                                                             |
| Tatra T 603-2                       |      |            |                     |                  |                                                                             |
| WAS-2106                            |      | 1978       |                     |                  |                                                                             |
| Tatra T 613                         |      | 1978       |                     |                  |                                                                             |
| Peugeot 305 GLS                     |      | 1981       |                     |                  |                                                                             |
| Trabant 601                         |      |            |                     |                  |                                                                             |
| WAS-2101                            |      | 1982       |                     |                  |                                                                             |
| Citroen BX 16 RS                    |      | 1986       |                     |                  |                                                                             |
| Volvo 264 GL                        |      | 1986       |                     |                  |                                                                             |
| P2M                                 |      | 1954       |                     |                  |                                                                             |
| GAZ-69                              |      | 1957       |                     |                  |                                                                             |
| P3                                  |      | 1962       |                     |                  |                                                                             |
| Barkas B 1000 KK/Sankra             |      |            |                     |                  |                                                                             |
| Barkas B 1000 KD/Schnelltransporter |      |            |                     |                  |                                                                             |
| Barkas B 1000 KB/KOM                |      |            |                     |                  |                                                                             |

#### Lkw
| Bezeichnung                    | Bild | Einführung | Außerdienststellung | Typenblattnummer | Bemerkung                                          |
| ------------------------------ | ---- | ---------- | ------------------- | ---------------- | -------------------------------------------------- |
| GAZ-51                         |      |            |                     |                  |                                                    |
| H3A                            |      |            |                     |                  |                                                    |
| H3Z                            |      |            |                     |                  |                                                    |
| S 4000                         |      |            |                     |                  |                                                    |
| Multicar 25                    |      |            |                     |                  |                                                    |
| ZIS-150                        |      |            |                     |                  |                                                    |
| ZIS-150 Spezial-Kfz./Koffer    |      |            |                     |                  |                                                    |
| ZIS-150 Spezial-Kfz./Tankwagen |      |            |                     |                  |                                                    |
| ZIL-164                        |      |            |                     |                  |                                                    |
| ZIL-164 Spezial-Kfz./Koffer    |      |            |                     |                  |                                                    |
| MAZ-200 Spezial-Kfz./Koffer    |      |            |                     |                  |                                                    |
| H6                             |      |            |                     |                  |                                                    |
| W 50 LA                        |      |            |                     |                  |                                                    |
| L60                            |      |            |                     |                  | Mit Leicht absetzbarer Koffer LAK II               |
| ZIL-130                        |      |            |                     |                  |                                                    |
| GAZ-66                         |      |            |                     |                  |                                                    |
| Tatra T 815 8×8                |      | 1985       |                     |                  |                                                    |
| Garant 30k                     |      | 1954       |                     |                  |                                                    |
| Garant 30k / Zugmittel         |      |            |                     |                  |                                                    |
| Garant 30k / Sankra            |      |            |                     |                  |                                                    |
| Garant 30k / Koffer            |      |            |                     |                  |                                                    |
| LO 1800 A                      |      |            |                     |                  |                                                    |
| LO 1800 A / Koffer Typ I       |      | 1961       |                     |                  |                                                    |
| LO 1800 A / Koffer Typ II      |      | 1961       |                     |                  |                                                    |
| GAZ-63                         |      | 1957       |                     | 03.06.00         |                                                    |
| GAZ-63 Koffer                  |      | 1952       |                     |                  |                                                    |
| ZIS-151                        |      | 1949       |                     | 03.07.00         |                                                    |
| ZIS-151 / Koffer               |      |            |                     |                  |                                                    |
| ZIS-151 / Kranwagen 3Mp        |      |            |                     | 1953             |                                                    |
| ZIL-157                        |      | 1960       |                     | 03.08.00         |                                                    |
| ZIL-157 / Koffer               |      |            |                     |                  |                                                    |
| G5 Allwetterverdeck/Zugmittel  |      | 1954       |                     |                  |                                                    |
| G5/Koffer                      |      | 1956       |                     |                  |                                                    |
| G5/Pontontransport             |      | 1956       |                     |                  |                                                    |
| G5/Tankwagen                   |      | 1956       |                     |                  |                                                    |
| G5 / Wasser- und Ölvorwärmer   |      | 1956       |                     |                  |                                                    |
| G5 / Kranwagen 3Mp hydraulisch |      | 1956       |                     |                  | mit Bleichert-Kran, der ADK III/3-G5 kam erst 1960 |
| G5 / TLF 15                    |      | 1956       |                     |                  |                                                    |
| KrAZ-214                       |      | 1961       |                     | 03.10.00         |                                                    |
| LO 1800 A / Koffer Typ KSA     |      | 1965       |                     |                  |                                                    |
| Ural-375                       |      | 1965       |                     |                  |                                                    |
| MAZ-502                        |      | 1964       |                     | 03.12.00         |                                                    |

#### Anhänger und Aufbauten
| Bezeichnung                                              | Bild | Einführung | Außerdienststellung | Typenblattnummer | Bemerkung                                                                                     |
| -------------------------------------------------------- | ---- | ---------- | ------------------- | ---------------- | --------------------------------------------------------------------------------------------- |
| Leicht absetzbarer Koffer LAK I - IV                     |      |            |                     |                  | Wechselkoffersystem für verschiedene Trägerfahrzeuge und Anhänger in diversen Konfigurationen |
| Feldküche 100/57                                         |      |            |                     |                  |                                                                                               |
| Feldküche FKÜ 180/52; FKÜ 180/62; FKÜ 180/72             |      |            |                     |                  |                                                                                               |
| Feldküche FKÜ 120/88                                     |      |            |                     |                  |                                                                                               |
| Feldküche KÜE1 und KÜE2                                  |      |            |                     |                  | Feldküche auf Leicht absetzbarer Koffer LAK II                                                |
| Wassertransportanhänger WTA 900/69; WTA 930; WTA 1000/57 |      |            |                     |                  |                                                                                               |
| Tankanhänger HL 50.45-02                                 |      |            |                     |                  |                                                                                               |
| Kippanhänger HW 80.11                                    |      |            |                     |                  |                                                                                               |
| Lastanhänger HL 60.02 und HL 80.02                       |      |            |                     |                  |                                                                                               |
| Flugfeld-Tankanhänger CP 11                              |      |            |                     |                  | tschechischer Hersteller Chepos                                                               |
| Dusch- und Desinfektionsanlage DDP-2                     |      |            |                     |                  | auf Einachsanhänger                                                                           |
| Großlautsprecherstation GLS-1; MSS, GLS-63; GLS-1500     |      |            |                     |                  | verlastet auf P3, GAZ-69, W50                                                                 |
| Feldbäckerei                                             |      |            |                     |                  | Feldbäckerei auf Anhänger HL80.76                                                             |

#### Ketten- und Radschlepper
| Bezeichnung                 | Bild | Einführung | Außerdienststellung | Typenblattnummer | Bemerkung |
| --------------------------- | ---- | ---------- | ------------------- | ---------------- | --------- |
| Kettenschlepper AT-L        |      | 1958       |                     | 04.01.00         |           |
| Kettenschlepper AT-S        |      | 1956       |                     | 04.02.00         |           |
| Kettenschlepper AT-T        |      | 1958       |                     | 04.03.00         |           |
| Grabenbagger BTM            |      |            |                     |                  |           |
| Mobilbagger T 174-2         |      |            |                     |                  |           |
| Planierraupe BAT            |      |            |                     |                  |           |
| Planierraupe K-50           |      |            |                     |                  |           |
| Radschlepper RS 09-1        |      | 1958       |                     |                  |           |
| Radschlepper RS 14/46       |      | 1958       |                     |                  |           |
| Radschlepper Zetor 50 Super |      | 1958       |                     |                  |           |
| Fortschritt ZT 300          |      |            |                     |                  |           |

#### Kraftomnibusse
| Bezeichnung      | Bild | Einführung | Außerdienststellung | Typenblattnummer | Bemerkung |
| ---------------- | ---- | ---------- | ------------------- | ---------------- | --------- |
| Garant 30k       |      | 1956       |                     |                  |           |
| LO 2500 Fv./B 18 |      | 1953       |                     |                  |           |
| Ikarus 55        |      |            |                     |                  |           |
| H6B              |      |            |                     |                  |           |

#### Schwimm-Kfz.
| Bezeichnung | Bild | Einführung | Außerdienststellung | Typenblattnummer | Bemerkung                                     |
| ----------- | ---- | ---------- | ------------------- | ---------------- | --------------------------------------------- |
| LuAZ-967    |      | 1978       |                     |                  | 250 Verwundeten-Berge- und Transportfahrzeuge |
| LuAZ-969    |      |            |                     |                  |                                               |
| P2S         |      |            |                     |                  |                                               |
| BAW         |      |            |                     | 06.02.00         |                                               |
| K-61        |      |            |                     | 06.03.00         |                                               |

#### Krafträder
| Bezeichnung | Bild   | Einführung | Außerdienststellung | Typenblattnummer | Bemerkung |
| ----------- | ------ | ---------- | ------------------- | ---------------- | --------- |
| M-72        |        | 1953       |                     |                  |           |
| ES 250 A    |        | 1959       | 1990                |                  |           |
| ES 250/2A   |        |            | 1990                |                  |           |
| TS 250 A    | TS250A | 1973       | 1990                |                  |           |
| ETZ 250 A   |        | 1985       | 1990                |                  |           |

## Volksmarine

### Schiffe und Boote
siehe Liste der Schiffe der Nationalen Volksarmee

### Luftfahrzeuge
siehe Liste von Luftfahrzeugen der Nationalen Volksarmee

### Raketentechnik
| Bezeichnung  | Bild | Einführung | Außerdienststellung | NATO-Kodename | Bemerkung                |
| ------------ | ---- | ---------- | ------------------- | ------------- | ------------------------ |
| 4K40 Termit  |      | 1962       | 1990                | SS-N-2 Styx   | Projekt 205 Projekt 151  |
| 4K87 Sopka   |      |            |                     | SSC-2B Samlet |                          |
| 4K51 Rubesch |      | 1980       | 1990                | SS-C-3 Styx   | Küstenraketenregiment 18 |

### Fla-Raketentechnik
| Bezeichnung                     | Bild | Einführung | Außerdienststellung | NATO-Kodename  | Bemerkung                              |
| ------------------------------- | ---- | ---------- | ------------------- | -------------- | -------------------------------------- |
| 4K33 Osa-M                      |      | 1978       | 1990                | SA-N-4         | Projekt 1159                           |
| Fla-Raketenkomplex S-75 Wolchow |      |            |                     | SA-2 Guideline |                                        |
| FASTA-4                         |      | 1984       | 1990                |                | Projekt 1241 Projekt 133.1 Projekt 151 |

### Artilleriewaffen
| Bezeichnung                | Bild | Einführung | Außerdienststellung | Kaliber | Bemerkung |
| -------------------------- | ---- | ---------- | ------------------- | ------- | --- |
| 12,7 mm Fla-MG DSchK 38/46 |      | 1956       |                     | 12,7 mm | Reedeschutzboot Projekt Delphin Reedeschutzboot Projekt Tümmler |
| 2M-7                       |      |            |                     | 14,5 mm | |
| 2-cm-Flak 38               |      |            |                     | 20 mm   | Beutewaffe, von UdSSR an KVP übergeben Küstenschutzboot Projekt 26-m-Seekutter Küstenschutzboot Projekt 27,8-m-Seekutter Räumboot Typ R 218                                                     |
| Oerlikon                   |      |            |                     | 20 mm   | von USA im Rahmen des Lend-Lease-Abkommens an UdSSR geliefert, von dieser an KVP übergeben Küstenschutzboot Projekt 26-m-Seekutter Küstenschutzboot Projekt 27,8-m-Seekutter Räumboot Typ R 218 |
| ZU-23-2                    |      |            | 1990                | 23 mm   | Libelle-Klasse, achtern |
| 84K-M                      |      |            |                     | 25 mm   | Projekt Habicht |
| 2M-3                       |      |            |                     | 25 mm   | Räumpinasse Projekt Schwalbe Projekt Habicht Projekt Krake Projekt 89.x |
| AK230                      |      |            |                     | 30 mm   | Hai-Klasse, vorn und achtern |
| AK630                      |      |            |                     | 30 mm   | |
| 70K                        |      |            |                     | 37 mm   | Projekt Habicht |
| W-11-M                     |      |            |                     | 37 mm   | |
| SIF-31B                    |      |            |                     | 57 mm   | |
| AK725                      |      |            |                     | 57 mm   | |
| AK726                      |      |            |                     | 76 mm   | |
| AK176                      |      |            |                     | 76 mm   | |
| 90K                        |      |            |                     | 85 mm   | Projekt Habicht Projekt Krake |
| B-34                       |      |            |                     | 100 mm  | |
| Geschoßwerfer A-215        |      | 1975       | 1990                | 122 mm  | Projekt 108 |